# 그 남자의 기억법
《그 남자의 기억법》은 2020년 3월 18일부터 2020년 5월 13일까지 방송된 문화방송 수목 미니시리즈이다.

## 줄거리
- 과잉 기억 증후군으로 1년 365일 8760시간을 모조리 기억하는 남자와 삶의 중요한 시간을 망각해버린 여자, 같은 상처를 가진 두 사람이 운명처럼 만나 서로를 사랑하게 되는 이야기를 담은 로맨스 휴먼 멜로 드라마

## 등장인물

### 주요 인물
- 김동욱 : 이정훈 역 - 36세, HBN 방송국의 보도국 기자이자 '뉴스 라이브'의 앵커.

HBN 방송국의 보도국 기자이자 대한민국 뉴스 시청률 1위인 '이정훈의 뉴스 라이브'를 진행하는 앵커로 자사의 간판 뉴스인 '9시 뉴스'를 비롯해 메인 시간대의 쟁쟁한 뉴스들을 모두 제치고 56주 연속 시청률 1위라는 경이로운 기록을 세운 주인공이다. '젠틀한 폭군'이라는 시청자들이 붙인 별명에 걸맞게 잘생긴 얼굴에 완벽한 수트발, 기품 있는 미소를 갖고 있지만, 젠틀한 모습과는 달리 어느 순간 폭군으로 돌변하며 상대가 누구든 공격적인 질문을 쏟아내는 인물이다. 그러나 정훈은 어린 시절부터 과잉기억증후군으로 인해 끝도 없이 과거로 돌아가는 인물. 8년 전 참혹하게 사라진, 자신이 사랑한 여자 서연에 대한 기억을 안고 살아가는 남자다. 그러던 중 정훈의 앞에 충동적이고 제 멋대로 인 한 톱 스타가 나타나게 되고, 그 여자 여하진으로 인해 인생이 변하게 된다.
- 문가영 : 여하진 역 - 30세, 배우.

광고 모델로 데뷔해 배우로 전향했지만 연기보다는 높은 SNS 팔로워 수로 파워 인플루언서로 인정받는 인물. SNS에는 하루에도 몇 번씩 필터링 제로의 소신 발언을 업로드하며 대중들의 관심을 한 몸에 받고 다니는 라이징스타이다. 또한 옷이며 신발, 가방, 주얼리 등 손만 대면 모조리 완판 행진을 이어가는 패셔니스타이기도 하다. 죽은 서연의 친구.

### 정훈의 사람들
- 차광수 : 이동영 역 - 65세, 목수. 정훈의 아버지
- 길해연 : 서미현 역 - 61세, 시인. 정훈의 어머니
- 이주빈 : 정서연 역 - 22세. 정훈의 첫사랑이자 발레리나.

무대 안과 밖 어느 곳에서 든 항상 자유로운 발레리나인 서연은 정훈의 첫사랑으로 과잉 기억 증후군인 정훈의 기억 속에 항상 함께 하는 인물이다. 하진의 친구.

### 태은 가족
- 윤종훈 : 유태은 역 - 36세, 신경 정신과 전문의.
- 김창완 : 유성혁 역 - 64세, 대학 교수.
- 장이정 : 유지원 역 - 24세. 성혁의 재혼으로 태어난 태은의 늦둥이 여동생.
- 유지수 : 진소영 역 - 50대. 태은의 새 어머니.

### 하진 소속사
- 김슬기 : 여하경 역 - 29세, 하진의 연 년생 동생이자 매니저.

하진과 전혀 닮지 않은 외모로, 세련된 패션 감각을 겸비한 패셔니스타 언니와는 달리 편한 캐주얼 차림과 운동화만 고수하는 인물이다. 일권의 여자친구.
- 이수미 : 박경애 역 - 40대 후반, 소속사 대표.
- 신주협 : 문철 역 - 27세, 하진의 로드 매니저.

### HBN 보도국
- 장영남 : 최희상 역 - 40대 후반, HBN 보도국 국장.

쉽게 욱하는 다혈질 성격을 지녔지만, 그 누구보다 안목과 감이 뛰어난 능력 있는 인물이다.
- 이진혁 : 조일권 역 - 27세, HBN 보도국 기자, 하경의 남자친구.
- 이승준 : 김철웅 역 - 40대 중반, '뉴스 라이브' 팀장. 희상의 남편

### 그 외 인물
- 지일주 : 지현근 역 - 30대 중반, 영화 ‘나의 첫사랑’ 감독. 해외영화제에 초청될 만큼 실력 있는 감독
- 장인섭 : 박수창 역 - 30대 초반, 작은 인터넷 신문사 내일미디어 연예부 기자. 일권의 대학 선배
- 박지원 : 김희영 역 - 29세, 태은의 병원 간호사.
- 주석태 : 문상호 역 - 40대 중반, 서연의 스토커.
- 한다미 : - '뉴스 라이브'의 조 연출.

### 특별출연
- 로운 : 주여민 역 - 최정상 아이돌 그룹의 멤버
- 김선호 : 서광진 역 - 톱배우
- 유라 : 고유라 역 - 콧대 높은 안하무인 톱 배우
- 박성근 : 오택원 역 - 화랑백화점 회장
- 신동미 : 황소정 역 - 스타작가. 극중 드라마 “시청자 여러분, 안녕하십니까?”의 작가
- 김남희 : 드라마 감독 역
- 박진우 : 양진우 역 - 영화감독. 영화 Find me in your memory 시나리오 작가이자 감독. 하진이를 염두에 두고 시나리오 작업을 했다고 작중 밝힌다. 배우를 매우 존중하는 감독으로 짐작된다.

## 촬영지
- 헌화로
- 키나
- 루카511
- MBC 문화방송 상암동 본사
- 포시즌스호텔 서울 찰스H
- 소월로
- 응봉산
- 오리올
- 월드컵북로

## 시청률
최저 시청률과 최고 시청률은 시청률 조사회사와 지역별로 시청률에 차이가 있을 수 있습니다.
| 2020년 | 2020년   | 2020년         | 2020년         | 2020년       |
| 회차   | 방송일   | TNmS 시청률    | AGB 시청률     | AGB 시청률   |
| 회차   | 방송일   | 대한민국(전국) | 대한민국(전국) | 서울(수도권) |
| ------ | -------- | -------------- | -------------- | ------------ |
| 제1회  | 3월 18일 | 3.6%           | 3.0%           | -            |
| 제2회  | 3월 18일 | 4.4%           | 4.5%           | -            |
| 제3회  | 3월 19일 | 2.8%           | 3.5%           | -            |
| 제4회  | 3월 19일 | 3.1%           | 3.4%           | -            |
| 제5회  | 3월 25일 | 2.9%           | 3.2%           | -            |
| 제6회  | 3월 25일 | 3.7%           | 4.3%           | -            |
| 제7회  | 3월 26일 | 2.9%           | 3.3%           | -            |
| 제8회  | 3월 26일 | 3.2%           | 3.5%           | -            |
| 제9회  | 4월 1일  | -              | 3.4%           | -            |
| 제10회 | 4월 1일  | -              | 4.5%           | -            |
| 제11회 | 4월 2일  | -              | 3.2%           | -            |
| 제12회 | 4월 2일  | -              | 4.0%           | -            |
| 제13회 | 4월 8일  | -              | 4.0%           | -            |
| 제14회 | 4월 8일  | -              | 5.4%           | -            |
| 제15회 | 4월 9일  | -              | 3.3%           | -            |
| 제16회 | 4월 9일  | -              | 3.9%           | -            |
| 제17회 | 4월 16일 | -              | 3.1%           | -            |
| 제18회 | 4월 16일 | -              | 3.2%           | -            |
| 제19회 | 4월 22일 | -              | 3.6%           | -            |
| 제20회 | 4월 22일 | -              | 4.8%           | -            |
| 제21회 | 4월 23일 | -              | 2.6%           | -            |
| 제22회 | 4월 23일 | -              | 3.0%           | -            |
| 제23회 | 4월 29일 | -              | 2.9%           | -            |
| 제24회 | 4월 29일 | -              | 3.9%           | -            |
| 제25회 | 4월 30일 | -              | 2.3%           | -            |
| 제26회 | 4월 30일 | -              | 3.1%           | -            |
| 제27회 | 5월 6일  | -              | 3.4%           | -            |
| 제28회 | 5월 6일  | -              | 4.1%           | -            |
| 제29회 | 5월 7일  | -              | 2.6%           | -            |
| 제30회 | 5월 7일  | -              | 2.8%           | -            |
| 제31회 | 5월 13일 | -              | 2.5%           | -            |
| 제32회 | 5월 13일 | -              | 3.5%           | -            |

## 결방 사유
- 2020년 4월 15일 : 21대 국회의원선거 개표방송으로 인해 결방.

## 수상 목록
- 2020년 MBC 연기대상 수목미니시리즈 부문 여자 우수연기상 (김슬기)
- 2020년 MBC 연기대상 온라인 베스트 커플상 (김동욱, 문가영)

## 같이 보기
- 대한민국의 텔레비전 드라마 목록 (ㄱ)
- 2020년 대한민국의 텔레비전 드라마 목록